# Новицкая, Кристина Юрьевна
Кристина Юрьевна Новицкая (род. 22 сентября 1999 года) — российская тяжелоатлетка, бронзовый призёр чемпионата Европы 2019 года. Двукратная чемпионка Европы 2016 и 2018 года среди юниорок. Трёхкратная чемпионка России 2023, 2024 и 2025 годов. Мастер спорта международного класса.

## Карьера
Начала заниматься тяжёлой атлетикой с 12 лет, в зал зашла случайно, решила попробовать себя в этом виде спорта, и ей понравилось. Первый тренер была женщина — Елена Юрьевна Чернова.
На Чемпионат Европы по тяжёлой атлетике 2016 среди юниорок в Израиле в весовой категории до 53 кг она опередила всех соперниц и стала чемпионкой. В 2017 году на аналогичном соревнование она стала третьей, а в 2018 году в этой же весовой категории она повторила свой чемпионский успех.
На чемпионате Европы 2019 года, в Батуми, Кристина по сумме двух упражнений стала бронзовым призёром, сумев зафиксировать результат 190 кг. Несмотря на тот факт, что Кристина не была в тройке призёров в отдельных упражнениях, стабильный результат позволил ей завоевать медаль в сумме двоеборья.
В августе 2025 года на чемпионате России в Санкт-Петербурге в весовой категории до 55 кг завоевала чемпионский титул с результатом 184 кг по сумме двоеборья. В толчке также стала победительницей, а в рывке была второй. 

## Достижения
Чемпионат Европы
| Результат | Вес      | Год  | Место соревнований | Рывок | Толчок | Общий вес |
| Бронза    | до 55 кг | 2019 | Батуми, Грузия     | 85,0  | 105,0  | 190,0     |